# TV7
TV7.cz je křesťanská internetová televize s vlastní produkcí a zároveň moderním prostorem pro sdílení křesťanských videí uživatelů. TV7 nabízí streamovaná videa bez pevně daného programového schématu.

## Historie
Po zahájení provozu v roce 2007, kdy TV7.cz nabízela především prostor pro vkládání videí registrovaným uživatelům a organizacím, spustila také vlastní produkci pořadů – záznamy nedělních bohoslužeb církve Slovo života Brno. Postupně byly přidávány další záznamy z různých seminářů a konferencí a od roku 2009 již přináší nedělní bohoslužby pravidelně.
V roce 2011 se TV7.cz objevila v novém designu a postupně se připojilo více protestantských církví. Návštěvnost přesahuje tisíc návštěv denně. Na podzim 2011 TV7.cz zahájil živé vysílání nedělních bohoslužeb.